# Barbie Blank

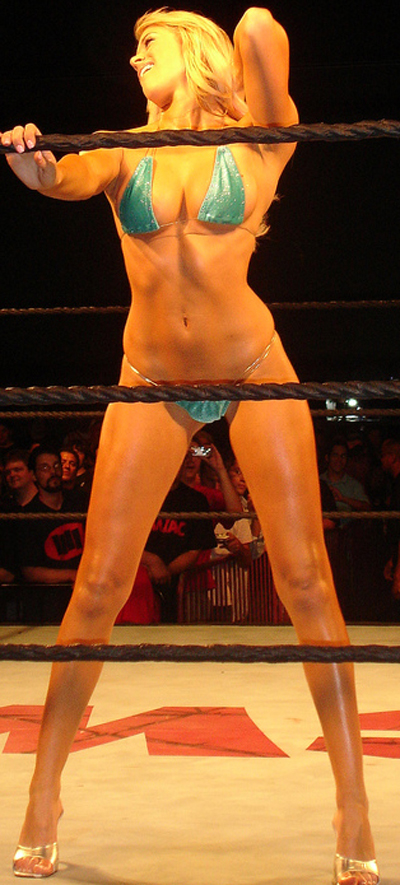
Barbie Blank.

Barbara "Barbie" Jean Blank, född 15 januari 1987, är en amerikansk modell som arbetar för World Wrestling Entertainment i deras show Raw under sitt artistnamn Kelly Kelly.

## World Wrestling Entertainment

### OVW
Blank var bikinimodell på heltid för Venus Swimvear tills hon skrev på ett utvecklat kontrakt för WWE i maj 2006. John Laurinaitis såg henne i en bikinikatalog och kontaktade hennes modellagentur om att anställa henne och Victoria Crawford. Barbie skrev på för WWE efter att hennes agent rådde henne att göra så, och rapporterade till Ohio Valley Wrestling för träning. Trots att Blank blev kallad till en av huvudshowerna, ECW, flög hon tillbaka till Louisville, Kentucky, och OVW en gång i veckan och arbetade på en "house show" som ringannonserare och domare tillsammans med Victoria Crawford. Den 24 juni 2006 gjorde Blank sin OVW-debut som Kelly och deltog i en bikinitävling. De andra deltagarna var Roni Jonah, Sosay, ODB (Jessica Kresa), och Daisy Mae (Jennifer Thomas). Ingen vann tävlingen eftersom ODB attackerade alla divorna.

### ECW
Blank debuterade som Kelly (senare Kelly Kelly) i ECW den 13 juni 2006. Hon sa att hon var exhibitionist och gjorde en striptease för publiken. Veckan därpå gjorde hon en till striptease för publiken, men hann inte avsluta eftersom Mike Knox kom ut och täckte över henne med en handduk och sedan förde henne tillbaka bakom scenen. Detta har sedan dess blivit en mönster för Kellys rutin – hon har flertaliga gånger dansat eller gett en striptease inför direktsänd TV, men har alltid blivit avbruten av Knox. RAW:s Candice Michelle uppträdde med Kelly Kelly där de dansade tillsammans tills Mike Knox igen förhindrade Kelly från att exploatera sig.

### RAW
Kelly Kelly blev draftad till RAW under 2008 års draft. Hon har bland annat slagit WWE Womens Champion Beth Phoenix två gånger.

## I wrestlingen

### Wrestlare som hanteras av Kelly Kelly
- Mike Knox
- Andrew Martin
- CM Punk